# Giovanni da Milano
Giovanni da Milano est un peintre italien de la période gothique italienne, qui a été actif à Florence et Milan  entre 1350 et 1369.

## Biographie
Par sa synthèse entre l'art gothique français et la peinture italienne, on doit à Giovanni da Milano les innovations de l'art post-giottesque à Florence.
Il fut l'élève de Taddeo Gaddi.

## Œuvres

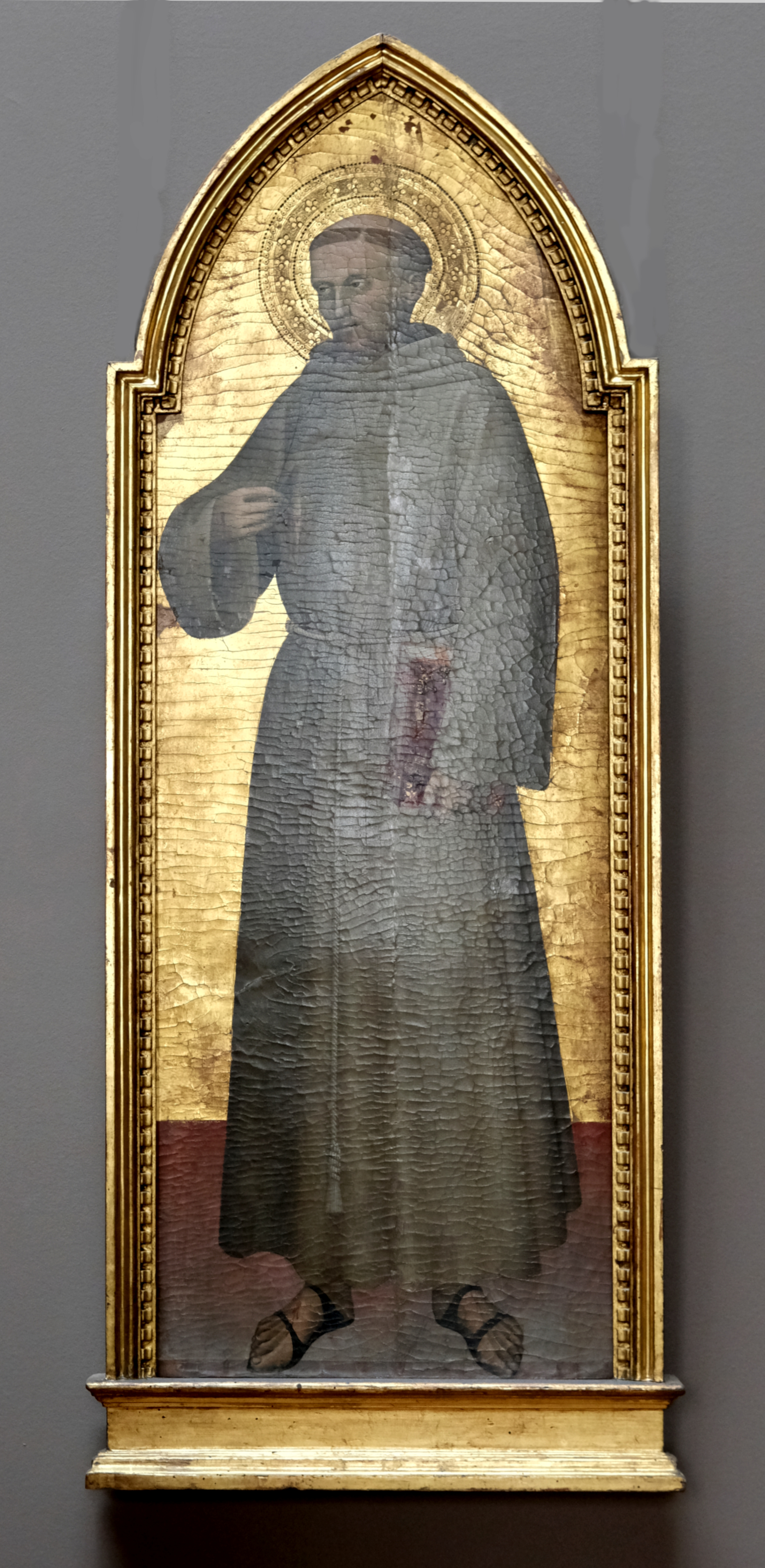
San Francesco d'Assisi (1360), musée du Louvre, Paris.

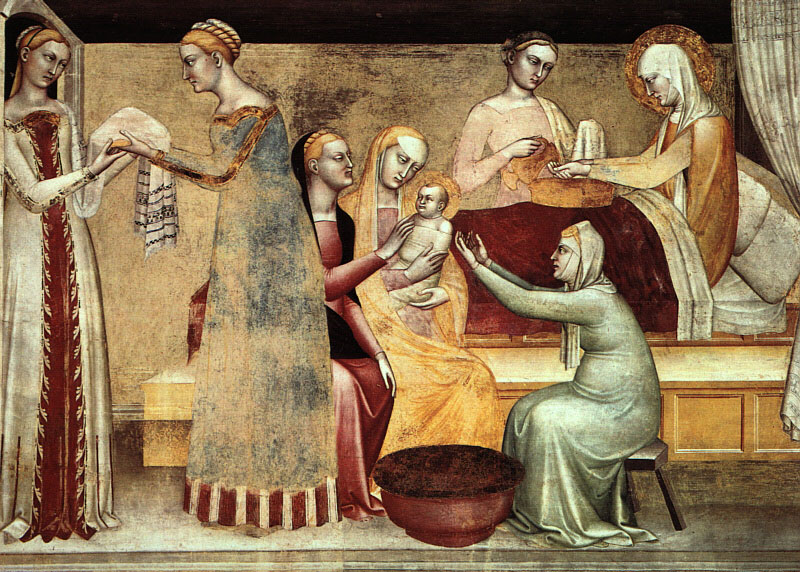
Naissance de la Vierge

- Polyptyque d'Ognissanti, musée des Offices, Florence
- Madonna e i santi (1355), polyptyque, museo civico de Prato
- San Francesco d'Assisi (1360), musée du Louvre, Paris
- Crucifixion (1360), Rijksmuseum, Amsterdam.
- Fragment dun retable, National Gallery de Londres
- Cristo in trono adorato dagli angeli, pinacothèque de Brera, Milan
- Lamentation sur le Christ mort (1365), détrempe sur bois, 122 × 58 cm, (provenance : église San Girolamo della Costa à Florence), Galleria dell'Accademia de Florence
- Madonna col Bambino, fresque à l'église San Bartolomeo in Tuto, Scandicci.
- Fresques (1365) de la chapelle Rinuccini de la Basilique Santa Croce de Florence : scènes des Vie de Marie-Madeleine et Vie de la Vierge
- Gloria di San Tommaso (attribution incertaine avec Anovelo da Imbonate), chapelle Visconti, basilique Sant'Eustorgio, Milan.

## Source
- (it) Cet article est partiellement ou en totalité issu de l’article de Wikipédia en italien intitulé « Giovanni da Milano » (voir la liste des auteurs).